# Bahrein ai Giochi della XXXIII Olimpiade
Il Bahrein ha partecipato ai Giochi della XXXIII Olimpiade che si sono svolti a Parigi dal 26 luglio all'11 agosto 2024, con una delegazione di 15 atleti, 6 uomini e 9 donne.
I portabandiera alla cerimonia di apertura dei Giochi della XXXIII Olimpiade sono stati Amani Al-Obaidli e Saud Ghali.

## Medaglie
| Riepilogo quotidiano | Riepilogo quotidiano | Riepilogo quotidiano | Riepilogo quotidiano | Riepilogo quotidiano | Riepilogo quotidiano |
| -------------------- | -------------------- | -------------------- | -------------------- | -------------------- | -------------------- |
| Giorno               | Data                 | Oro                  | Argento              | Bronzo               | Totale               |
| 11º                  | 6 agosto             | 1                    | 0                    | 0                    | 1                    |
| 14º                  | 9 agosto             | 0                    | 1                    | 0                    | 1                    |
| 15º                  | 10 agosto            | 0                    | 0                    | 1                    | 1                    |
| 16º                  | 11 agosto            | 1                    | 0                    | 0                    | 1                    |
| Totale               | Totale               | 2                    | 1                    | 1                    | 4                    |

### Medagliere per disciplina
| Sport             | Oro | Argento | Bronzo | Totale |
| ----------------- | --- | ------- | ------ | ------ |
| Atletica leggera  | 1   | 1       | 0      | 2      |
| Lotta             | 1   | 0       | 0      | 1      |
| Sollevamento pesi | 0   | 0       | 1      | 1      |
| Totale            | 2   | 1       | 1      | 4      |

### Medaglie d'oro
| Medaglia | Nome              | Sport            | Evento                     |
| -------- | ----------------- | ---------------- | -------------------------- |
| Oro      | Winfred Yavi      | Atletica leggera | 3000 metri siepi femminili |
| Oro      | Akhmed Tazhudinov | Lotta            | 97 kg maschile             |

### Medaglie di argento
| Medaglia | Nome            | Sport            | Evento                    |
| -------- | --------------- | ---------------- | ------------------------- |
| Argento  | Salwa Eid Naser | Atletica leggera | 400 metri piani femminili |

### Medaglie di bronzo
| Medaglia | Nome         | Sport             | Evento           |
| -------- | ------------ | ----------------- | ---------------- |
| Bronzo   | Gor Minasyan | Sollevamento pesi | +102 kg maschile |

## Delegazione
| Sport             | Uomini | Donne | Totale |
| ----------------- | ------ | ----- | ------ |
| Atletica leggera  | 1      | 8     | 9      |
| Judo              | 1      | 0     | 1      |
| Lotta             | 1      | 0     | 1      |
| Nuoto             | 1      | 1     | 2      |
| Sollevamento pesi | 2      | 0     | 2      |
| Totale            | 6      | 9     | 15     |

## Risultati

### Atletica leggera
| Q | Qualificato al turno successivo per la posizione in qualificazione                                                           |
| q | Qualificato per il turno successivo per ripescaggio o, negli eventi su campo, conquistando la misura minima per qualificarsi |

Uomini
Eventi su pista e strada
| Atleta        | Evento  | Batteria  | Batteria  | Semifinale | Semifinale | Finale          | Finale          |
| Atleta        | Evento  | Risultato | Posizione | Risultato  | Posizione  | Risultato       | Posizione       |
| ------------- | ------- | --------- | --------- | ---------- | ---------- | --------------- | --------------- |
| Birhanu Balew | 5000 m  | 13'53"11  | 10º       | N.D.       | N.D.       | Non qualificato | Non qualificato |
| Birhanu Balew | 10000 m | N.D.      | N.D.      | N.D.       | N.D.       | 27'30"94        | 17º             |

Donne
Eventi su pista e strada
| Atleta          | Evento         | Batteria  | Batteria  | Semifinale      | Semifinale      | Finale          | Finale          |
| Atleta          | Evento         | Risultato | Posizione | Risultato       | Posizione       | Risultato       | Posizione       |
| --------------- | -------------- | --------- | --------- | --------------- | --------------- | --------------- | --------------- |
| Salwa Eid Naser | 400 m piani    | 49"91     | 1ª Q      | 49"08           | 1ª Q            | 48"53           |                 |
| Kemi Adekoya    | 400 m ostacoli | DNS       | DNS       | Non qualificata | Non qualificata | Non qualificata | Non qualificata |
| Nelly Jepkosgei | 800 m piani    | 2'00"63   | 32ª       | Non qualificata | Non qualificata | Non qualificata | Non qualificata |
| Winfred Yavi    | 3000 m siepi   | 9'15"11   | 1ª Q      | N.D.            | N.D.            | 8'52"76         |                 |
| Eunice Chumba   | Maratona       | N.D.      | N.D.      | N.D.            | N.D.            | 2h26'10"        | 10ª             |
| Tigist Gashaw   | Maratona       | N.D.      | N.D.      | N.D.            | N.D.            | 2h30'53"        | 34ª             |
| Rose Chelimo    | Maratona       | N.D.      | N.D.      | N.D.            | N.D.            | 2h32'08"        | 43ª             |

### Judo
| Atleta            | Evento         | Preliminari          | 16-esimi             | Ottavi               | Quarti               | Semifinali           | Ripescaggio          | Finale               | Pos.            |
| Atleta            | Evento         | Avversario Punteggio | Avversario Punteggio | Avversario Punteggio | Avversario Punteggio | Avversario Punteggio | Avversario Punteggio | Avversario Punteggio | Pos.            |
| ----------------- | -------------- | -------------------- | -------------------- | -------------------- | -------------------- | -------------------- | -------------------- | -------------------- | --------------- |
| Askerbii Gerbekov | 81 kg maschile | Bye                  | Albayrak P 00–10     | Non qualificato      | Non qualificato      | Non qualificato      | Non qualificato      | Non qualificato      | Non qualificato |

### Nuoto
| Atleta           | Evento                       | Batterie | Batterie  | Semifinali      | Semifinali      | Finale          | Finale          |
| Atleta           | Evento                       | Tempo    | Posizione | Tempo           | Posizione       | Tempo           | Posizione       |
| ---------------- | ---------------------------- | -------- | --------- | --------------- | --------------- | --------------- | --------------- |
| Saud Ghali       | 200 m rana maschili          | 2'22"51  | 25º       | Non qualificato | Non qualificato | Non qualificato | Non qualificato |
| Amani Al-Obaidli | 100 m stile libero femminili | 1'04"27  | 31ª       | Non qualificata | Non qualificata | Non qualificata | Non qualificata |

### Lotta

#### Libera
| Atleta            | Evento         | Ottavi               | Quarti               | Semifinali           | Ripescaggio          | Finale / FB          | Pos. |
| Atleta            | Evento         | Avversario Risultato | Avversario Risultato | Avversario Risultato | Avversario Risultato | Avversario Risultato | Pos. |
| ----------------- | -------------- | -------------------- | -------------------- | -------------------- | -------------------- | -------------------- | ---- |
| Akhmed Tazhudinov | 97 kg maschile | Azarpira V 4–3       | Yergali V 14–2       | Snyder V 6–2         | Bye                  | Matcharashvili V 2–0 |      |

### Sollevamento pesi
| Atleta         | Evento           | Strappo   | Strappo    | Slancio   | Slancio    | Totale | Classifica |
| Atleta         | Evento           | Risultato | Classifica | Risultato | Classifica | Totale | Classifica |
| -------------- | ---------------- | --------- | ---------- | --------- | ---------- | ------ | ---------- |
| Lesman Paredes | 102 kg maschile  | 181       | 5º         | 211       | 6º         | 392    | 6º         |
| Gor Minasyan   | +102 kg maschile | 216       | 1º         | 245       | 3º         | 461    |            |